# Brodnîțea, Zaricine
Brodnîțea (în ucraineană Бродниця) este un sat în comuna Vîcivka din raionul Zaricine, regiunea Rivne, Ucraina.

## Demografie
Componența lingvistică a localității Brodnîțea
     Ucraineană (99,75%)
     Alte limbi (0,24%)
Conform recensământului din 2001, majoritatea populației localității Brodnîțea era vorbitoare de ucraineană (99,75%), existând în minoritate și vorbitori de alte limbi.